# Немезида (настільна гра)
Немезида (англ. Nemesis) — настільна гра, розроблена Адамом Квапінським і видана у 2018 році компанією Awaken Realms. В Україні гра локалізована видавництвом Geekach Games під назвою «Немезида». Це гра в жанрі виживання з елементами жахів у науково-фантастичному сетингу.
Збір коштів на створення гри відбувся на платформі Kickstarter, де проєкт було профінансовано за 4 хвилини.

## Ігровий процес
Дія гри розгортається на космічному транспортному кораблі «Немезида». Під час повернення на Землю з'ясовується, що серед екіпажу є чужинці. Головна мета гри — вижити якомога довше на кораблі.
Гравці беруть на себе ролі різних персонажів, кожен з яких має унікальні навички та спорядження. У процесі гри учасники можуть співпрацювати або використовувати блеф, щоб досягти особистих цілей.

## Сприйняття
Гра отримала високі оцінки від спільноти. На порталі BoardGameGeek середня оцінка становить 8,3/10. У 2020 році «Немезида» здобула нагороду «Настільна гра року» в Польщі в категорії тематичних ігор. Портал gram.pl визнав «Немезиду» найкращою польською настільною грою.

## Доповнення
До гри «Немезида» було випущено кілька великих доповнень:
- Немезида: Карноморфи (2019)
- Немезида: Кошмари (2021)
- Немезида: Невідомі історії (три видання)

У 2022 році Awaken Realms випустила самостійне доповнення — Немезида: Локдаун. Його промоція включала, зокрема, створення найбільшого в Польщі УФ-муралу в Гданську.